# Miajadas

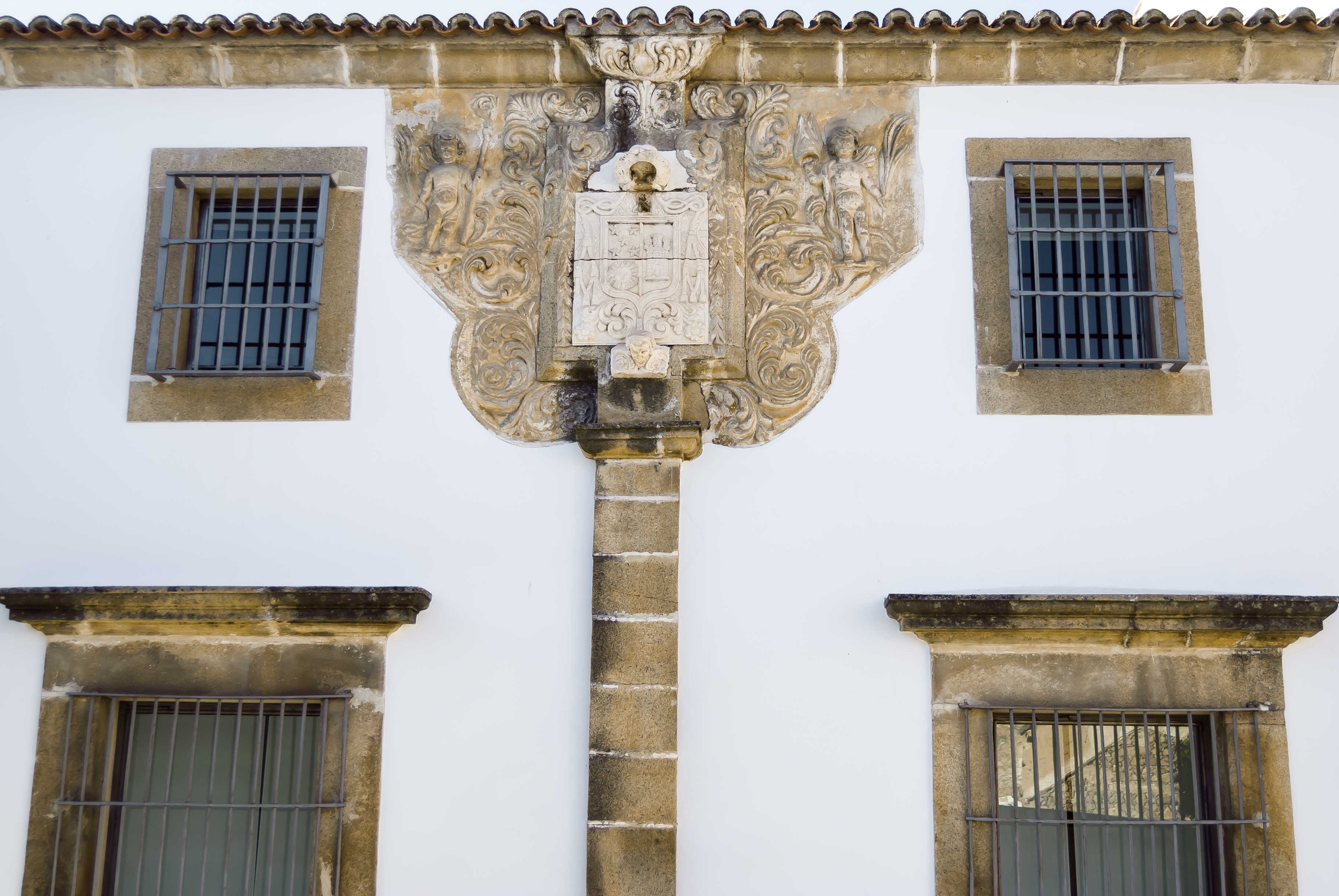
Fassade des Palastes des Bischofs Solis (17. Jh.)

Miajadas ist eine südwestspanische Kleinstadt und eine Gemeinde (municipio) mit 9.370 Einwohnern (Stand: 2024) in der Provinz Cáceres (Extremadura). Zur Gemeinde gehören neben dem Hauptort die Weiler Alonso de Ojeda und Casar de Miajadas. Die Stadt Miajadas ist als „Europäische Tomatenhauptstadt“ bekannt.

## Lage und Klima
Die Gemeinde Miajadas liegt im Süden der Provinz Cáceres, an der Grenze zur Provinz Badajoz in einer Köhe von knapp 300 m. Die Entfernung zur Hauptstadt Cáceres beträgt 65 km (Fahrtstrecke) in nordwestlicher Richtung; die historisch und kulturell  bedeutsame Stadt Trujillo liegt ca. 38 km nördlich. Das Klima ist meist warm und trocken; der eher spärliche Regen (ca. 300 mm/Jahr) fällt hauptsächlich im Winterhalbjahr.

## Bevölkerungsentwicklung
| Jahr      | 1857  | 1900  | 1950  | 2000  | 2021  |
| Einwohner | 1.352 | 5.462 | 9.149 | 9.315 | 9.503 |

Das Bevölkerungswachstum der regenarmen Gemeinde ist in erster Linie der Felderbewässerung der Landwirtschaft und hier insbesondere dem Tomatenanbau zu verdanken.

## Wirtschaft
Jahrhundertelang dominierte die Landwirtschaft (Ackerbau und Viehzucht) das wirtschaftliche Leben der Gemeinde. Seit der ersten Hälfte des 20. Jahrhunderts hat man sich auf die Zucht und den Anbau von Tomaten spezialisiert, der seit geraumer Zeit meist unter Plastikfolien und mit Hilfe künstlicher Bewässerung stattfindet. Entsprechende Verarbeitungsbetriebe für Saft, Ketchup, Mark etc. haben sich in der Umgebung der Kleinstadt niedergelassen. Große Flächen der Dehesas werden auch zur Viehzucht (v. a. Iberische Schweine) genutzt.

## Geschichte
Die Menschen der Megalithkultur hinterließen die Reste zweier Großsteingräber (dolmen) auf dem Gemeindegebiet. Auch von den Römern blieben Keramikscherben etc. Ursprünglich zu Medellín gehörend, ist Miajadas seit dem 17. Jahrhundert eine unabhängige Stadt, da Philipp IV. ihr diesen Titel als Dank für ihren Beitrag im portugiesischen Restaurationskrieg verlieh.

## Sehenswürdigkeiten
- Die Iglesia de Santiago Apóstol ist ein – unter Einbeziehung älterer Teile errichteter – einschiffiger Bau des 16. und 17. Jahrhunderts mit einem verbreiterten, aber nicht durch Stützen unterteilten Chorbereich. Der Glockenturm (campanario) wurde laut eingravierten Jahreszahlen in der Zeit zwischen 1560 und 1583 erbaut. Das Innere wird von einem etwa 15 m hohen Sterngewölbe überspannt.[6]

Umgebung
- Ca. 3 km westlich des Ortes steht die Ermita de San Bartolomé, deren heutiger Zustand auf das 17. Jahrhundert zurückgeht. In die untere Treppenstufe des Eingangsbereichs ist ein sogenanntes Zwölferspiel (alquerque de doce) eingraviert.[7]
- In der Nähe finden sich die Überreste eines Dolmens.

## Persönlichkeiten
- Rodrigo García Rena (* 1980), Radrennfahrer